# Tronco pulmonar
El tronco pulmonar, también conocido como arteria pulmonar o tronco de las pulmonares (TA: truncus pulmonalis, arteria pulmonalis) es la arteria por la cual la sangre pasa del ventrículo derecho a los pulmones, para ser oxigenada a través de la barrera alvéolo capilar en un proceso conocido como hematosis. Las arterias pulmonares son las únicas arterias del cuerpo que conducen sangre poco oxigenada hacia un tejido, en este caso, el parénquima pulmonar. Para ello, atraviesa la válvula pulmonar, a la salida del ventrículo derecho.
A nivel del cayado de la aorta, la arteria pulmonar se divide en una rama derecha y otra izquierda, una para cada pulmón, que discurren junto al bronquio respectivo, penetrando al pulmón a nivel del hilio pulmonar, para dividirse luego en ramas cada vez más finas.

## Imágenes adicionales

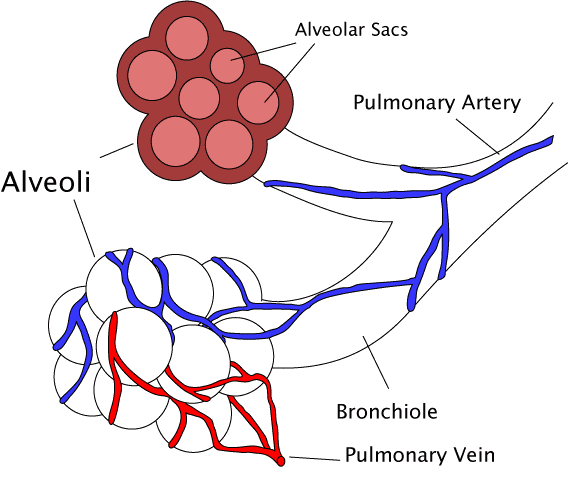
Diagrama de los alvéolos pulmonares y de los vasos sanguíneos a ese nivel, en corte transversal y en vista externa.

- Datos: Q206280
- Multimedia: Pulmonary artery / Q206280